# The Sumerian Game
The Sumerian Game — перша текстова економічна симуляція для школярів, розроблена 1964 року фірмою IBM.

## Сюжет
Події відбуваються в четвертому тисячолітті до нашої ери. Гравець приймає рішення за трьох послідовних правителів Шумерського міста-держави Лагаш, що впливає на доходи, населення і технічний розвиток.